# 압뒬하미트 1세

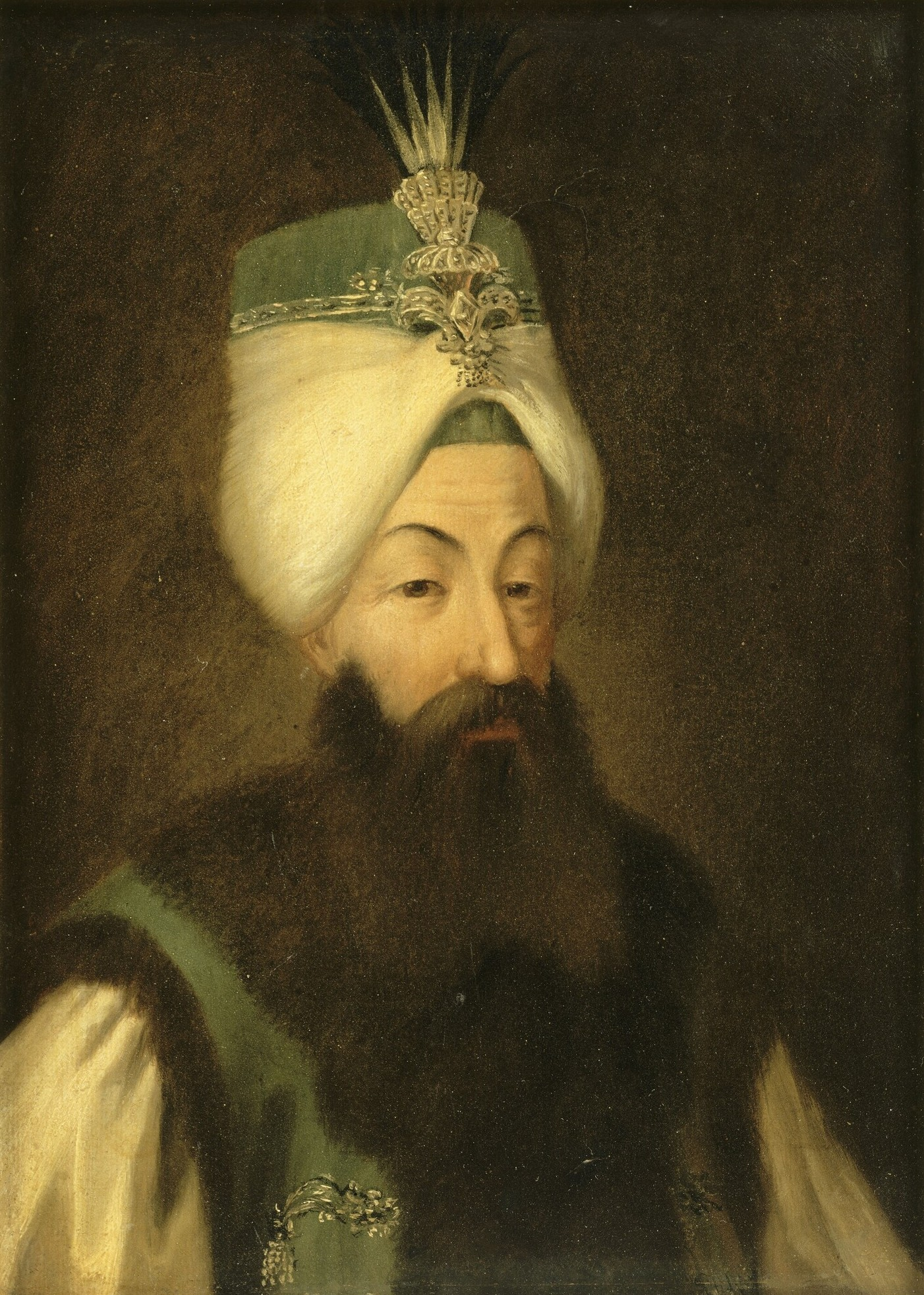
압뒬하이트 1세의 초상화. 오스만 칼리프의 19대 칼리프이자 27대 오스만 술탄.

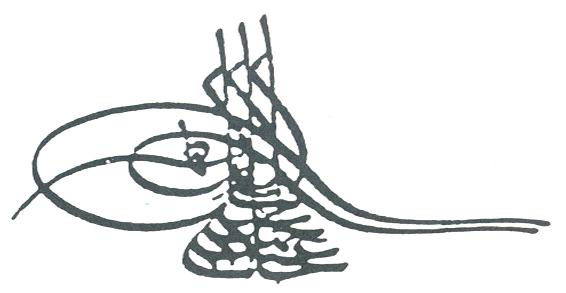
압뒬하미트 1세의 투그라.

압뒬하미트 1세 또는 압둘 하미드 1세(오스만 튀르크어: عبد الحميد اول, `Abdü’l-Ḥamīd-i evvel, 튀르키예어: Abdul Hamid I, 1725년 3월 20일 ~ 1789년 4월 7일)는 1774년부터 1789년까지 오스만 제국을 다스린 오스만 제국의 27대 술탄이다.

## 생애
압뒬하미트 1세는 술탄 아흐메트 3세 (1703~1730년)의 아들로서 콘스탄티노폴리스에서 태어났다.
왕위의 잠재적인 계승자로서 압뒬하미트는 그의 사촌들과 형에 의해 안락하게 유폐되었다. 이는 1767년까지 지속되었다. 이 기간 동안 어머니 라비아(Rabia Şermi)로부터 조기 교육을 받았으며, 압뒬하미트는 역사와 캘리그래피를 배웠다.
형 무스타파 3세가 사망하였을 때 암뒬하미트 1세는 1774년 1월 21일에 왕위를 물려받았다. 즉위한 해에, 1768년에 시작된 러시아-튀르크 전쟁에 패하여 퀴췩 카이나르자 조약을 체결하였고 아조프 연안 지대를 러시아에 할양하여, 러시아가 흑해를 자유롭게 항해할 수 있도록 승인하였다.
1784년 러시아에 패하여 크림반도를 빼앗겼고 1787년부터 다시 러시아-튀르크 전쟁이 일어났다. 불리한 전쟁 상황 속에서 1789년 4월 7일 64세의 나이로 콘스탄티노폴리스에서 사망하였다. 그는 자신을 위해 만든 무덤 바흐제카피(Bahcekapi)에 묻혔다. 왕위는 조카 셀림 3세가 계승하였다.

## 같이 보기
- 오스만 제국의 술탄